# Kell (havezate)
Kell is een rijksmonument en havezate gelegen aan de weg van het dorp Angerlo naar Bingerden in de plaats Zevenaar, in de Nederlandse provincie Gelderland.

## Geschiedenis
Als we de weg volgen kunnen we twee huizen Kell aantreffen, eerst zien we links een 19e-eeuwse boerderij met een muurbrok ervoor en vervolgens daarnaast een vrij modern huis. Dit eerste huis heet Groot-Kell; de andere Oud-Kell. Hier draait het om dat eerste huis; Groot-Kell.
Leden van het geslacht Kell komen al vroeg voor en een verband met het kasteel is wel aan te nemen. In 1288 is sprake van Gerard, genaamd Momm van Didam, hij komt ook voor als "Her Geraert van Kelre".
Zijn zoon Johan de Rode van Kell wordt de stamvader van de Keller linie van het geslacht.
In 1399 wordt Kell bij erfdeling gesplitst, waarbij Johan Momm van Kell het goed Groot-Kell ontving, terwijl Oud-Kell naar zijn broer Hendrik ging.
Doordat het huis op de grens van de Gelderse en Kleefse gebieden lag kwam Johan in een moeilijke positie. Hij maakte Kell aanvankelijk tot een open huis voor de hertog van Kleef, maar koos in de oorlog tussen Gelre en Kleef van 1466 de Gelderse zijde. In 1473 wist hertog Johan van Kleef, gesteund door Karel de Stoute, Johan Momm zover te krijgen dat hij de voorburcht van Kell aan hem in leen opdroeg. Kort daarop begon de strijd tussen Karel van Gelre en Bourgondië, met als gevolg dat in de strijd het kasteel in 1495 verwoest werd door de troepen van graaf Jan van Egmond van Bahr. Johan liet het herbouwen en overleed in 1501.
Huis en goed vererfde via de familie Van Tengnagell in het midden van de 16e eeuw aan de familie Van Broeckhuysen. Uit het archief van het Hof van Gelre en Zutphen blijkt dat in 1583 een pachter op Kell woonde, ook latere eigenaren woonden er niet meer.
In 1647 wordt Jacob Schimmelpenninck van der Oye tot den Engelenburg beleend met Groot-Kell. Of er toen nog een kasteel was is twijfelachtig, mogelijk is het verwoest in de Tachtigjarige Oorlog en stond er niet veel meer dan een boerderij.
In 1697 kwam het bezit via vererving aan Van Laer en vervolgens aan de Van Heeckeren van Ruurlo, die zich naar dit goed Van Heeckeren van Kell gingen noemen.
In 1847 vererfde Kasteel Ruurlo en Groot-Kell op Willem baron van Heeckeren, die in 1866 van zijn moeder kasteel Bingerden bij Angerlo zou erven. Bij dat landgoed behoorde sedert 1791 het goed Oud-Kell. Zo komen beide goederen weer in één hand geraakt sinds zij in 1399 van elkaar gescheiden waren.
Jacobus Stellingwerff maakte eind zeventiende of begin achttiende eeuw een tekening van dit kasteel in de toestand van 1595. Onduidelijk is welk voorbeeld hij hiervoor gebruikte daar zijn tekeningen niet altijd als betrouwbaar gezien worden. Volgens de tekening was het rechthoekige voorburcht met een ronde en een veelhoekige toren, met erachter een huis in renaissancestijl, waarvan een topgevel zichtbaar was. Het complex is geleidelijk vervallen tot een boerderij.
Een kadastrale kaart uit 1832 toont zowel Oud-Kell als Kell, toen al Groot-Kell genoemd. Oud-Kell was toen een eenvoudig boerderijcomplex waar niets aan een versterkt huis doet denken. Dit wordt bevestigd door een veilingcatalogus uit 1842 waarin sprake is van een "Boerenhuis en verdere gebouwen". Op Groot-Kell lagen nog grote delen van de grachten, maar het kasteel had toen al plaats gemaakt voor het huidige pand.
Hetgeen wat nog resteert is een stuk muur, naar overlevering afkomstig van het oude kasteel.

## Afbeeldingen

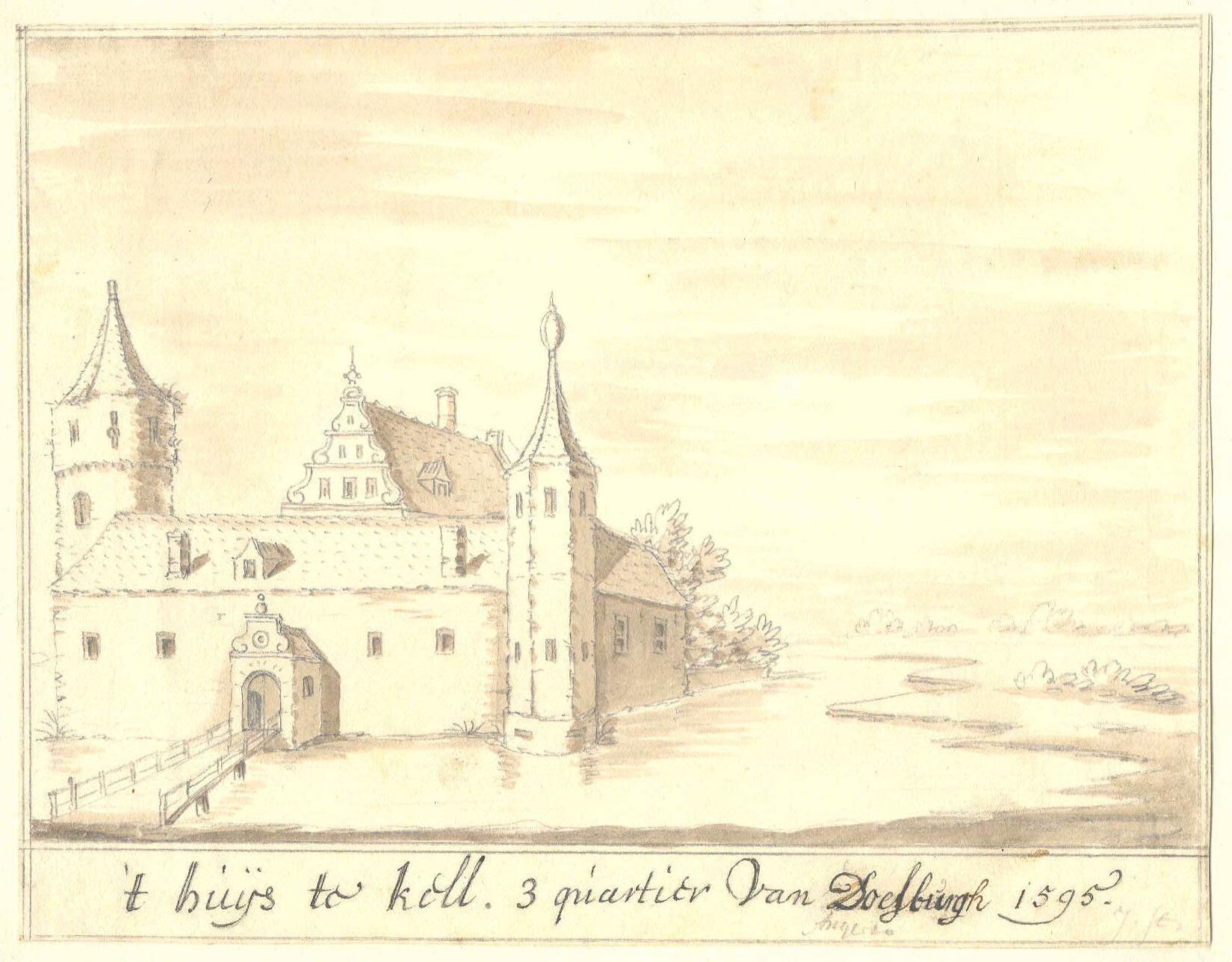
Jacobus Stellingwerff, Huis Kell in Angerlo
Heerlijkheidswapen verbonden aan het huis

Ampsen · Barlham · Beurse · Boedelhof · Brandsenburg · Cloese · Den Dam · Diepenbroek · Dorth · De Ehze · Enghuizen · Hackfort · Hagen · Holthuis · Kell · Kemnade · Keppel · Langen · Leemkuil · Lichtenberg · Marhulsen · De Marsch · 't Medler · Nettelhorst · Oolde · Oud Oolde · Overlaer · Roderlo · Rijsselt · 't Suideras · Ulenpas · 't Velde · Verwolde · De Voorst · Vorden · Walfort
Aalst · Aardenburg · Acquoy · Aerdt · Agistaldaburg · Ahof · Aldenhaag · Aller · Ambe · Ammersoyen · Ampsen · Andelst · Angeroyen · Appelburg · Appelse walburg · Appeltern · Arler · Baak · Babberich · Baer · Baerle · Bakerbosch · Balgoij · Barlham · Batenburg · Beek · Beerenclaauw · Bemmel · Bevervoorde · Bergh · Biljoen · Bingerden · Blankenborg (Laren) · Blankenborg · Blauwe Huis · Blokhuis (Ravenswaaij) · Boelenham · Boetselaersborg · Borculo · Boswaai · Brakel · Den Brakel · Den Bramel · Bredevoort · Broekhuizen · Bronkhorst · Bruchem · Bruinhorst · Brunsberg · Bulkestein · Bunswaard · Burcht van Tiel · Buren · De Buurse · Byland · Byvanck · Caetshage · Camphuysen · De Cannenburch · de Cloese · Coldenhove · Culemborg · Dedinckweerd · Delwijnen · Didam · Diepenbroek · Hof te Dieren · Huis Dijck · Dikke Tinne · Doddendaal · Dodewaard · Doornenburg · Doornik · Doorwerth · Dooyenburg · Dorth · Doseburg · Drakenburg · Dreumel · Druten · Duivelshuis · Eerbeek · De Ehze · Elburg · Eldrik · Emmerik · Engelenburg · Groot Engelenburg · Engelrode · Enghuizen · Enspijk · De Essenburgh · Essenpas · Est · Fokkinck · Gameren · Geerestein · Geldermalsen · De Gelderse Toren · Geldersweerd · Gellicum · Gendt · Gennepestein · Glindhorst · Goudenstein · ‘s-Grevenhoef · Groot Hell · Groenlo · Groesbeek · Huis te Groesbeek · Grunsfoort · Gulden Spijker · Hackfort · Hackforts Veenhuis · Hagen · Hagevoort · Hamerden · Hanepol · Harreveld · Harslo · Hassink · Het Haveke · Hedel · Heeckeren · De Heegh · Hees · De Heest · Hellouw · Hemmen · Hernen · Motte van Hernen · Heumen · Heusden · Hoekelum · Hoekenburg · De Hoeve · De Hof · Hof d'Ooy · Hof van Arkel · Huis het Holt · Holthuis · Het Holtslag · Ter Horst · Houberg · St. Hubertus · Huissen · Hulhuizen · Hulkestein · Hulsen · Hunneschans bij De Duno · Hunneschans bij Uddel · Jonker Bloo · 't Joppe · De Kamp · Karssenberg · Kemnade · Keppel · Kermestein · Kernhem · Kervel · Kiefskamp · De Kinkelenburg · Klein Enghuizen · Kleverburg · Kortenhoeve · Laag Helbergen · Lakenburg · Landfort · Langen · Latenstein · De Lathmer · Lathum · Ter Lede · Leegpoel · Leemcuyl · Leeuwen · Leeuwenbergh · Lensenburg · Lent · Leur · Leuvenum · Leyenburg · Lichtenvoorde · Lievenstein · Loenen · Loevestein · Loil · Loowaard · Luynhorst · Hof te Maasbommel · Magerhorst · Malburgen · Malderburcht · Malsen · Manhorst · Marhulsen · De Marsch · Marveld · Mathena · Maurik · Medel · Medestein · 't Medler · Meinerswijk · De Mellard · Mensink · Mergelp · Meteren · 't Meyerink · Middachten · Millingen · Mussenberg · Nagelhorst · Nederhagen · Nederhemert · Neerijnen · Huis Neerijnen · De Nesch · Nettelhorst · Nieuwe Blokhuis ·  Nijburg · Nijenbeek · Old Putten · Notenstein · Nye Huis · Olde Spijker · Oldenaller · Oldenhof (Driel) · Oldenhof (Heteren) · De Ooij · Oolde · Oud Oolde · Oosterhout · Ophemert · Opijnen · Oud Ampsen · Oude Blokhuis · Het Oude Loo · Oude Voorst · Oudenborch · Oud-Wisch · Huis te Overasselt · Overeng · Overhagen · Overlaar · 't Oye · Palmestein · De Parck · Persingen · Plekenpol · Ploen · Pluimenburg · Poederoijen · Poelwijck · Poelwijk · De Pol (Dreumel) · Huis de Poll (Huis te Gietelo) · De Poll (Huissen) · Pollenbering · Pollenstein · Puttenstein · Het Raasink · Ravenhorst · De Rees · Ressen · Reuversweerd · Reygersfoort · Rhijnestein · Huis Rijswijk · Rode Toren · Roode Wald · Rosande · Rosendael · Rossum · Rumpt · Ruurlo · Rijsselt · Schadewijk · Schaffelaar · Scherpenzeel · Schoonbroek · Schoonderbeek · Schoonenburg · Schuilenburg · Schuilkerke · Hof te Seelbeek · Sevenaer I · Sevenaer II · Sinderen (Oude IJsselstreek) · Sinderen (Voorst) · Slangenburg · Sleeburg · Slimsijp · De Snor · Soelen · Spaansweerd · Spaldorp · Spijk · Staverden · Sterkenburg · Swanepol · Tarthorst · Teisterbant (Kerk-Avezaath) · Teisterbant (Kerkdriel) · Ter Dicke · Tolhuis · Tolhuis (Tiel) · Tollenburg · Tongerlo · Toren van Wely · Tuil · Ubbergen · Uilenburg (Ewijk) · Uilenburg (Heteren) · Ulenpas · Ulft · Upladen · Valburg · Valkhofburcht · Valkhofpalts · Vanenburg · Varik · Hof te Varsseveld · 't Velde · Velhorst · Verwolde · Vierakker · De Voorst · Voorstonden · Vorden · Vosbergen · Vredenburg · Vredestein (Driel) · Vredestein (Ravenswaaij) · Vuren · Waardenburg · Waddestein · Wadenoijen · Waede · Wageningen · Walfort · 't Waliën · De Wardt · Watergoor · Watermeerwijk · Wayenstein (Huis te Herwijnen) · Well (Huis van Malsen) · Weijenrade · Westenburg · Westerholt · Weurt · De Wiersse · Wijenburg (Echteld) · De Wildenborch · De Wildt · Wilp · Wilperhorst · Winssen · Wisch · Wychen · Wolfswaard · Woolbeek · Yrst · IJzendoorn · Zeeland · Zilveren Spijker · Zuilichem · Zwaluwenburg · Zwanenburg (Heerde) · Zwanenburg (Megchelen)